# Maestro dei Cinque Picchi
Il Maestro dei Cinque Picchi (老師?, Rōshi, letteralmente Vecchio maestro), il cui vero nome è Dohko di Libra (天秤座の童虎?, Raibura no Dōko), è un personaggio della serie manga e anime I Cavalieri dello zodiaco creata da Masami Kurumada.
È il Cavaliere d'oro della costellazione della Bilancia nonché il maestro di uno dei cinque protagonisti Shiryu.

## Il nome
Il nome proprio del personaggio viene rivelato solo nella terza parte del manga, durante la guerra sacra contro Ade, dal suo vecchio amico Shion dell’Ariete. Prima di questa rivelazione, era indicato principalmente come "Vecchio Maestro di Goro Oh" o "Vecchio Maestro della Bilancia" (nella prima edizione Star Comics), "Maestro dei Cinque Picchi" (nell’adattamento italiano dell’anime) e "Libra" (dal latino Bilancia, usato esclusivamente in Italia, in quanto Cavaliere d’Oro di quella costellazione). 
Il nome Dohko (童虎?, Dōko) significa giovane tigre: essendo il personaggio di etnia cinese la scrittura del suo nome dovrebbe essere Tonghu (TónghùP) e foneticamente richiama il nome originale a quello del personaggio Demetrios (王虎?, Ōko, letteralmente re tigre) (suo discepolo esclusivo della serie animata) con cui condivide il secondo ideogramma.
Nell'edizione Star Comics del manga classico e in quella di Next Dimension curata dalla J-Pop è usata la traslitterazione ufficiale e letteraria del suo nome (Dohko), mentre in quella dei manga editi da Panini, Episode G e Lost Canvas il nome viene traslitterato/modificato come Doko; infine nella prima edizione del manga classico edita da Granata Press veniva chiamato Dauko..
L'edizione italiana dell'edizione shinosoban del manga originale (cosiddetta Final Edition) ha invece scelto di mantenere la pronuncia cinese del nome, chiamandolo Tong Hu di Libra.
Nel merchandising il suo nome, riportato in caratteri romani, viene ufficialmente transliterato con “Libra Dohko”.

## Personaggio
Dohko viene introdotto come il saggio maestro di Shiryu nonché padre adottivo di Shunrei; grazie alla sua vastissima esperienza e saggezza costituisce il punto di riferimento per tutti i Cavalieri, tanto che nel manga Titis lo definisce "colui che è in cima alla casta dei Saint".
Al termine della guerra sacra tra Atena e Ade avvenuta nel XVIII secolo ha ottenuto dalla dea l'abilità chiamata Misophetamenos (Μισοπεθαμενος, in giapponese Hanshi (半死), letteralmente "mezzo morto" o "preservando il cuore"), grazie alla quale il suo cuore ha battuto in un anno lo stesso numero di volte che generalmente viene raggiunto in un giorno: per questo, nonostante abbia 261 anni, non ha perso niente del suo antico vigore, sebbene per gran parte della storia abbia l'aspetto di un anziano.
In quanto Cavaliere della Bilancia è colui che ha il compito di distinguere il bene dal male: per questo motivo è l'unico a cui è concesso l'utilizzo delle armi (sebbene anche l'Armatura del Sagittario ne possieda una), rispetto alle quali ha la responsabilità di decidere quando usarle, per quale scopo e a chi affidarle. Nello specifico le armi della Bilancia consistono in sei coppie di scudi rotanti, spade, nunchaku (chiamati dall'autore Twin Rod), tridenti, tonfa e san jie gun (indicati da Kurumada come Triple Rod). In Next Dimension apprendiamo anche che sempre grazie all'Armatura della Bilancia Dohko ha la capacità di valutare la "Giustizia" o la "Forza" del Santuario: se prevale la seconda significa che al Santuario la Giustizia sta scomparendo, poiché normalmente queste due grandezze devono essere in equilibrio.
Le tecniche utilizzate da Dohko sono le stesse che ha tramandato al suo allievo, sebbene il Cavaliere della Bilancia si dimostri anche in grado di comunicare telepaticamente e (nell'anime) di manifestare il suo cosmo sotto forma di cristalli, scagliati verso Sirio come raggi luminosi.

### Aspetto fisico
Solitamente Dohko viene disegnato come un anziano di bassa statura con indosso un cappello cinese e un changshan verde acqua rovinato, pochi capelli bianchi (nel manga raccolti in un codino), barba e sopracciglia folte e la pelle viola.
Nella sua forma giovanile, ispirata a quella del suo allievo Demetrios (personaggio esclusivo della serie animata, sebbene in un flashback di essa appaia con un aspetto differente da quello che gli darà poi Kurumada), ha invece i capelli castano-rossicci (bruni nel manga classico e in Next Dimension), un fisico atletico, la pelle rosata ed è privo di barba (sebbene all'inizio del volume Extra del manga Lost Canvas a lui dedicato appaia con una folta barba castana che poi si taglierà). I vestiti indossati dalla versione giovanile di Dohko variano a seconda dei vari manga: nello spin-off The Lost Canvas indossa un changshan bianco (azzurro nel volume Extra) e il caratteristico cappello, mentre in Next Dimension indossa un vestito simile a quello mostrato da Seiya nel primo episodio della serie classica ma privo di protezioni.
Sulla schiena ha un tatuaggio rappresentante il volto di una tigre che, come nel caso del drago dell'allievo, compare quando espande il suo cosmo. Il dualismo tigre/dragone è molto presente all'interno del personaggio di Dohko, in quanto pur avendo colpi che comprendono nel loro nome la parola "drago" quando espande il suo Cosmo appare dietro di lui l'immagine di una tigre. Le origini e lo scopo del tatuaggio variano a seconda delle continuity dei vari autori: secondo quanto rivelato da Kurumada il tatuaggio sulla schiena è il segno distintivo dei pretendenti al titolo di Cavaliere della Bilancia, mentre secondo una precedente spiegazione di Shiori Teshirogi per il suo manga The Lost Canvas l'origine del tatuaggio sarebbe dovuta al precedente addestramento di Dohko come guerriero dell'ordine dei Taonia. In Episodio G: Assassin l'autore Megumu Okada segue l'idea dell'autore originale, in quanto fa dire a Shiryu che il suo tatuaggio è il segno distintivo dei pretendenti Cavalieri della Bilancia.
L'armatura della Bilancia viene indossata dal Cavaliere solamente nella sua forma giovanile, con l'unica differenza che nelle produzioni animate della Toei Animation ha gli scudi posti sui bracciali mentre nel manga e nell'adattamento animato di The Lost Canvas lo scudo destro è posizionato sulla protezione per le spalle e l'armatura ha dei dettagli differenti dall'originale.

## Storia

### Manga originale
È l'unico sopravvissuto assieme a Shion di Aries alla guerra sacra del XVIII secolo; a lui Atena ha affidato la custodia del sigillo che tiene prigionieri gli Specter di Ade.
Dohko viene inizialmente presentato da Kurumada come il maestro di Sirio, dall'aspetto di un saggio vecchio multicentenario. Lo si vede per buona parte del tempo seduto su una sporgenza rocciosa, a guardia, come si scoprirà in seguito, del sigillo di Atena che blocca il risorgere degli Specter di Ade in questo mondo. Non lo si vede quindi combattere o scendere in campo anche se il suo appoggio e i suoi consigli inviati telepaticamente al suo allievo saranno di grande aiuto nelle battaglie.
Lo vediamo in campo quando in occasione della nuova guerra contro Ade deve affrontare il suo vecchio amico Shion, passato (apparentemente) dalla parte del male; in quest'occasione ringiovanisce grazie al Misopethamenos, tecnica che Atena gli ha concesso al fine di potere controllare la torre degli Specter proprio in attesa della prossima guerra sacra.
Grazie al Misopethamenos il suo cuore ha battuto centomila volte all'anno, ritmo sostenuto da un cuore normale in un solo giorno: per Dohko quindi sono passati solo 243 giorni in questi 243 anni.
Giunto al castello terreno di Ade in Germania, acquisisce l'ottavo senso insieme ad Andromeda, Crystal e Sirio per poi e gettarsi nel passaggio che conduce nel regno dei morti. Alla fine si sacrifica alla Giudecca (il palazzo di Ade situato nelle profondità dell'inferno) con gli altri Cavalieri d'Oro per creare un varco nel Muro del Lamento che divide Inferno da Elisio.
- Manga originale Saint Seiya Final Edition - Capitolo Origin. In questo capitolo presente nell'edizione finale del manga di Saint Seiya, la Saint Seiya Final Edition, vengono narrate le origini di Saga, Kanon e della doppia personalità malefica di Saga, e in questa vicenda vi è anche Dohko. I due gemelli, nati in qualche angolo sconosciuto della Terra (presumibilmente la Grecia) vengono misteriosamente teletrasportati al Santuario, dove vengono trovati, in fasce, dal Gran Sacerdote Shion, il quale però nota subito che insieme a loro è presente anche un terzo bambino (chiamato "terzo gemello"). Tale bambino si scopre essere un Lemure (secondo la mitologia i Lemuri sono spiriti cattivi che dal regno dei morti tornano sulla terra a tormentare i vivi) inviato dalla malvagia dea Ker (divinità del destino dei guerrieri e sorella minore di Hypnos e Thanatos), allo scopo di causare la distruzione del Santuario facendolo colpire dall'interno. Dohko, dai Cinque Picchi, avverte il pericolo che la creatura potrebbe rappresentare ed invia un messaggio telepatico a Shion, consigliandogli di eliminarla, trattandosi del presagio malefico della Stella della dea Ker ma Shion rifiuta di compiere tale gesto, dal momento che non può togliere la vita a un bambino appena nato, nonostante sia un nemico. Il "terzo gemello" poi scompare emanando una luce abbagliante e entrando nel corpo di Saga, rendendo poi inconsapevoli Dohko e Shion cancellando i ricordi dei cavalieri dell'Ariete e della Bilancia. In questo capitolo si vede che Dohko sorveglia la Torre dove sono rinchiusi i 108 Spectre dalla grande cascata ai Cinque picchi (Monte Lu): infatti nelle acque della cascata Dohko può vedere la Torre come se le acque fossero un grande schermo dove si vede costantemente la Torre.[15]

### Serie animata
Nell'anime degli anni '80 ha affrontato anche un antenato del Cavaliere di Asgard Megres (Alberich in originale), Alberich XII (indicato erroneamente nella versione italiana come il padre dello stesso Megres e omonimo del figlio). Nella versione animata Dohko ha anche un allievo di nome Demetrios (Ohko) che però poi lascerà gli allenamenti.
Sebbene nel manga si dica che Dohko non si debba mai muovere dalla sua posizione davanti alla cascata, nell'anime lo vediamo anche cenare in casa con Sirio e Fiore di Luna, andare a trovare Demetrios nella foresta intorno al monte Lu e seduto nel suo studio a scrivere, poiché all'epoca non era stato ancora specificato il ruolo come guardiano del sigillo.

### Next Dimension
In Saint Seiya Next Dimension Myth of Hades apprendiamo che anticamente Dohko era un Cavaliere di Bronzo promosso con l'amico Shion a Cavaliere d'Oro, in vista della resurrezione del dio Ade.
Divenuti Cavalieri d'oro i due apprendono della prossima resurrezione del dio degli inferi, e decidono di uccidere il ragazzo prescelto come reincarnazione (Aron) prima che lo spirito del Signore degli Inferi si risvegli in lui, ma vengono interrotti da un ragazzo amico del giovane, Tenma, che lui e Shion scopriranno poi essere allievo del loro vecchio compagno Suikyo della Coppa. Successivamente al rapimento di Alone da parte di Pandora i tre Cavalieri si scontreranno contro due Comandanti degli Inferi: Vermeer del Grifone e lo Specter di Garuda; quest'ultimo si rivela essere proprio l'ex cavaliere Suikyo, ora schieratosi dalla parte del re degli inferi.
Indeboliti dalla barriera di Hades i tre cavalieri rischiano la vita, ma alla fine riescono a scappare, mettendosi in salvo. Shion, Dohko e Tenma trovano allora l'armatura d'argento della Coppa con i cui poteri guariscono le loro ferite. Guardando dentro di essa, Dohko vede alcune immagini del suo futuro.
Dohko e Shion tornati al Grande Tempio si scontrano con i cavalieri d'oro Ox del Toro e Izo del Capricorno, che li puniscono per essere partiti da soli a dare la caccia ad Ade, azione ritenuta da irresponsabili. Mentre Dohko si trova alla casa della Bilancia, vede cadere dal cielo Shiryu (il suo allievo nel futuro XX secolo), il quale cercherà di spiegargli tutta la storia che riguarda Atena e il suo viaggio nel tempo, ma Dohko trovando difficile credere al racconto di Shiryu, decide di scacciarlo scontrandosi contro di lui. Durante lo scontro, si apprende che il particolare tatuaggio della Tigre che Dohko ha sulla schiena lo possiedono solo i Cavalieri destinati a diventare gold saint di Libra, è che anche Sirio avendo il tatuaggio del Dragone è destinato a diventare Cavaliere di Libra. Al termine del duello Dohko riconosce Shiryu come suo erede nel futuro, e lo fa proseguire verso l'ottava casa, con l'incarico di raggiungere Atena e proteggerla. Intanto alla settima casa giunge Suikyo che inizia subito a combattere contro Dohko, il quale chiede esplicitamente al suo "vecchio amico" quali siano i suoi reali piani, ma Suikyo non potendoli rivelare, è costretto a combattere e i due si affrontano usando tutte le loro tecniche più potenti, sino a cadere al suolo privi di conoscenza. Dohko si riprende e recita il poema cinese "Come i fiori sopportano piogge e venti" in onore del suo defunto amico..
Per onorare la volontà del suo amico Suikyo, decide di ostacolare Tenma e Shun appena giunti alla settima casa. Dohko(grazie al Gold Cloth di Libra) è l'unico Saint che ha il potere di valutare la Giustizia nel Santuario, e grazie ad essa ha capito che la Giustizia sta scomparendo. Poi, in seguito a misteriosi fenomeni e al serpente emissario del leggendario tredicesimo Gold Saint, Dohko decide di raggiungere Saori per scongiurare la catastrofe che si sta per verificare.
Davanti all'ottava casa dello scorpione, Dohko incontra il suo vecchio mentore Odysseus(risorto a nuova vita grazie allo spirito del leggendario Asclepius); Dohko felice di vederlo, intuisce subito però che in Odysseus vi è lo spirito del leggendario Gold Saint di Ofiuco, perciò decide di combattere contro di lui dal momento che Ofiuco vuole uccidere Atena, e utilizza tutte le sue tecniche contro di lui che però si rivelano inefficaci contro il Gold Saint di Ofiuco. Allora Dohko come ultima risorsa utilizza la potentissima tecnica proibita la Pienezza del dragone/Rozan Kouryu-ha(la stessa potente tecnica suicida utilizzata dal suo allievo Shiryu per uccidere Shura del Capricorno), ma anch'essa si rivela inutile contro il potere dello spirito di Asclepius che rende vana anche questa tecnica. Dohko cade svenuto per l'enorme sforzo, è il Gold Saint di Ofiuco prosegue il suo cammino verso il tempio di Ofiuco.

### Episode G

Dohko giovane (di spalle) nella copertina di un volume del manga Episode G.

Dohko è apparso anche nel manga Episode G di Megumu Okada, sebbene in poche occasioni. La prima volta all'interno di un capitolo speciale che narra la fine della Guerra Sacra contro Ade, sebbene con una scena finale differente da quella apparsa nel manga del 1986 e uno svolgimento molto differente da quello visto in The Lost Canvas(i due manga perciò non sono in continuità);; la seconda quando (durante l'allenamento di Sirio) percepisce il Cosmo di Crono arrivare al Santuario, mentre la terza quando invia la sua armatura in difesa di Aiolia nel Tartaro dimostrandosi in grado di controllarla a distanza, in modo simile a quanto mostrato da Gemini sia nel manga di Okada contro Capricorn che in quello classico contro Andromeda.

### Soul of Gold
Nella serie ONA Saint Seiya: Soul of Gold i Cavalieri d'Oro del XX secolo ritornano in vita per un breve periodo trasformati in Einherjar. Dohko si batte assieme ai suoi compagni Gold Saint contro il dio nordico Loki per salvare Asgard. Durante le vicende riuscirà a fare evolvere la sua Gold Cloth in God Cloth (un'armatura divina).

### Lost Canvas

Dohko giovane sulla copertina di un volume del manga The Lost Canvas

Dohko ha una parte attiva anche nella serie The Lost Canvas di Shiori Teshirogi.
Dohko è il maestro di Tenma (anche qui migliore amico di Aron che in questa realtà è anche il fratello della reincarnazione di Atena), che ha salvato dopo che il ragazzo ha risvegliato fortuitamente il Cosmo dentro di sé per impedire a un fiume di sommergere il suo villaggio, ed è molto affezionato a lui, tanto da considerarlo come un fratello minore.
A differenza dell'altro manga, Dohko è già un Cavaliere d'Oro e anche qui è molto amico di Shion, anche se dimostra di essere molto immaturo rispetto alla sua controparte classica, e spesso i suoi comportamenti citano quelli che saranno tipici di Sirio nella serie classica (per esempio indossare solo i bracciali, il cinturino e i gambali dell'armatura o il tatuaggio della tigre che compare con l'elevarsi del suo Cosmo) e in una battaglia affronta gli stessi Specter che il suo discepolo affronta davanti al Muro del Lamento (Queen di Alraune, Gordon del Minotauro e Shilfield di Basilisk). La versione invecchiata del personaggio appare invece nell'epilogo del manga, in cui commenta la Guerra Galattica con Mur dell'Ariete, dicendosi sicuro che grazie a essa il male che si nasconde al Grande Tempio sarà rivelato.
Il suo più grande nemico, in questa continuity, è lo Specter Kagaho di Bennu, che affronta in varie occasioni (durante la distruzione del villaggio in Tenma in Italia e in Grecia al fine di recuperare l'armatura di Atena) per poi sconfiggerlo definitivamente al Terzo Tempio Malefico della Tela Perduta con la Pienezza del Dragone, e in cui nota gli stessi occhi tristi del suo maestro, un dragone millenario diventato tale dopo avere rinnegato la sua umanità (cosa che anche Kagaho è disposto a fare per proteggere Aron).
Nel corpo di Dohko è presente del sangue di Atena con cui è stato curato da Defteros dei Gemelli dopo essere stato ferito da Ade, e che è stato usato per risvegliare l'armatura della dea (tuttavia il Cavaliere ne ha perduto il ricordo di questo particolare proprio per mano del Cavaliere dei Gemelli, in quanto il segreto dell'armatura della dea dev'essere conosciuto solo dal Grande Sacerdote) e il Misophetamenos gli viene donato da Atena come cura per i battiti cardiaci accelerati causati dal sangue divino.

#### Lost Canvas Extra
Nel volume speciale a lui dedicato, Dohko è il protagonista di un'avventura ambientata dodici anni dopo la storia principale, in cui combatte contro una setta di monaci taoisti noti come Taonia, presso cui lui stesso si era allenato prima di diventare un Cavaliere (e a cui è legata l'origine del suo tatuaggio) prima di essere mandato ad allenarsi al Monte Lu presso il suo maestro. All'inizio del racconto appare con una folta barba castana che poi si taglierà. Alla fine (dopo avere affrontato i luogotenenti di Fei Gan: Hui della Volpe a nove code e Mudan del passero, sorella del Taonia ribelle) il drago bianco ringrazierà Dohko per il suo aiuto riportandolo indietro al giorno prima della sua partenza per la Terra degli Eremiti..

## Abilità combattive e colpi
- Colpo segreto del drago nascente (廬山昇龍覇?, Rozan Shoryuha): tecnica introdotta come tramandata a Sirio, in grado di invertire il corso di una cascata con un pugno, facendo scaturire un'onda di energia sotto forma di un drago. Nella serie animata viene vista contro Megres XII, e utilizzata varie volte sia in Next Dimension[30] e che in The Lost Canvas.
- Colpo del drago volante[3][31] (廬山龍飛翔?, Rozan Ryūhishō, tradotto in Drago Volante del monte Lu dalla Panini Comics[32]): altre tecnica tramandata a Sirio, adattata però anche questa in Italia con il nome della precedente. Dohko la utilizza in The Lost Canvas contro Ade nella serie regolare e nella sua storia extra contro i Taonia.
- Colpo dei cento draghi nascenti (廬山百龍覇?, Rozanhyakuryūha,  adattato in Colpo dei cento draghi dalla Granata Press e tradotto da Panini e J-Pop in Colpo dei cento draghi del monte Lu e Colpo dei 100 dragoni del Lushan nelle rispettive traduzioni di Lost Canvas e Next Dimension[3]): Dohko scaglia la sua energia cosmica che assume le sembianze di una miriade di draghi che volano contro il nemico. Utilizzato per la prima volta nel manga classico contro Shion, e varie volte in Next Dimension e The Lost Canvas.
- Pienezza del Dragone (廬山亢龍覇?, Rozan Koryuha,  Pienezza del drago del monte Lu nella traduzione Panini): tecnica tramandata a Sirio e complementare al Drago Nascente; Dohko circonda con le braccia l'avversario da dietro, avvincendolo in una morsa da cui è quasi impossibile liberarsi, e ascende insieme a esso verso il cielo, bruciando nell'atmosfera. La potenza di questo colpo è bilanciata dall'alto costo: è infatti mortale sia per il nemico che per chi lo esegue. Usata da Dohko in Next Dimension contro Odysseus.[33]°Usata in Lost Canvas contro Kagaho.
- Danza della tigre giocosa (遊虎千人演舞?, Yūko sennin enbu, lett. Danza gioiosa delle mille tigri): tecnica di arti marziali che Dohko usa nel volume extra di Lost Canvas a lui dedicato, con cui riesce a tenere testa alla Taonia Mudan senza dovere bruciare il suo Cosmo e risentire degli effetti del Misophtamenos sul suo corpo[28].

## Altri media
L'immagine di Dohko e la sua armatura appaiono nei vari prodotti di merchandising, come card e modellini (esempio quelli della serie Myth Cloth), basati sulla sua versione "classica" e in minima parte su quella giovanile apparsa in Episode G.
Come scritto in precedenza Dohko è apparso solo in due film (il terzo e il quinto), e ha avuto un'apparizione cameo nella nuova serie animata della Toei Saint Seiya Ω, dove il nuovo Cavaliere della Bilancia (Genbu) viene introdotto come suo ultimo allievo, apparendo spesso nei suoi ricordi. Kurumada ha voluto fare un cameo al personaggio facendolo comparire in una tavola di suo manga successivo (Blue Myth), il personaggio ha inoltre avuto un cameo nel fumetto francese La tour de Kyla.

Il personaggio ha una propria character song cantata da Kenta Miyake e pubblicata nel CD omonimo di Lost Canvas. Il disco rilasciato ad agosto del 2011 contiene la canzone intitolata Kin'iro no Yume (Sogno dorato).

### Videogiochi
Nella sua forma anziana Dohko è un personaggio non giocabile nel videogioco per Game Boy Saint Seiya Paradise - Saikyō no Senshitachi che ripercorre la storia della serie animata del 1987 (con l'esclusione della battaglia contro i Cavalieri Asgard). La sua versione giovanile è invece un personaggio giocabile nei videogiochi I Cavalieri dello zodiaco - Il Santuario e I Cavalieri dello zodiaco - Hades (per PlayStation 2) e in I Cavalieri dello zodiaco - Cronache di guerra (dove è protagonista di una sua missione personale scaricabile come DLC), Saint Seiya Brave Soldiers per PlayStation 3 e Saint Seiya Soldiers Soul per PlayStation 3, PlayStation 4 e PC.